# Sophia Loren

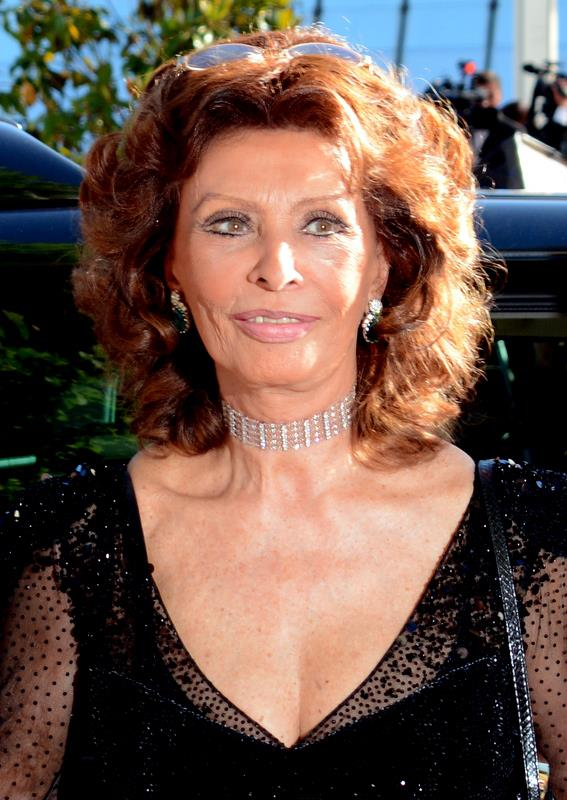
Sophia Loren (2014)

Sophia Loren [soˈfiːa ˈlɔːɾen] (* 20. September 1934 in Rom; bürgerlich Sofia Costanza Brigida Villani Scicolone [soˈfiːa vilˈlaːni ʃʃikoˈloːne]) ist eine italienische Filmschauspielerin. Sie wurde ab Ende der 1950er Jahre zum Weltstar und spielte in einer Reihe von meist komödiantischen Hollywood-Produktionen, darunter Hausboot und Es begann in Neapel. Für ihre Darstellung in dem italienischen Filmdrama Und dennoch leben sie erhielt sie einen Oscar als beste Hauptdarstellerin. Ihre Karriere wurde maßgeblich von ihrem Ehemann, dem Filmproduzenten Carlo Ponti, geprägt. Auch mit ihrem häufigen Leinwandpartner Marcello Mastroianni feierte sie viele Erfolge.

## Leben und Karriere

### Frühe Lebensjahre
Sofia Villani Scicolone kam am 20. September 1934 in der Clinica Regina Margherita in Rom zur Welt. Sie ist die Tochter von Romilda Villani, einer Klavierlehrerin, und Riccardo Scicolone, einem Bauingenieur, der adliger Abstammung und in seinen Kreisen ein hochangesehener Mann war. Loren schrieb später in ihrer Autobiografie, dass sie berechtigt sei, sich Markgräfin Lucilla Scicolone Murillo zu nennen.
Sofia wuchs in ärmlichen Verhältnissen in Pozzuoli und Neapel auf. Der Vater heiratete ihre Mutter auch nach der Geburt von Sofias jüngerer Schwester Maria nicht und ließ die Familie im Stich. Um ihren Lebensunterhalt zu sichern, versuchte die Mutter, aus Sofias Schönheit Kapital zu schlagen. Sofia nahm daraufhin an Schönheitswettbewerben teil, wirkte als Fotomodell in den in Italien populären Fotoromanen mit und war Komparsin in Kinofilmen wie dem US-amerikanischen Filmepos Quo Vadis, das in Cinecittà in Rom gedreht wurde. In den Fotoromanen wurde ihr der Künstlername Sofia Lazaro gegeben. Lazaro war eine Anspielung auf ihre Schönheit, die so enorm sei, dass sie Tote zum Leben erwecken könne.
Beim Wettbewerb um den Titel der Miss Rom wurde sie 1950 Zweite und lernte ihren zukünftigen Ehemann, den 22 Jahre älteren italienischen Filmproduzenten Carlo Ponti, kennen, der in der Jury saß. Er förderte sie und erfand ihren Künstlernamen Sophia Loren.

### Karriere

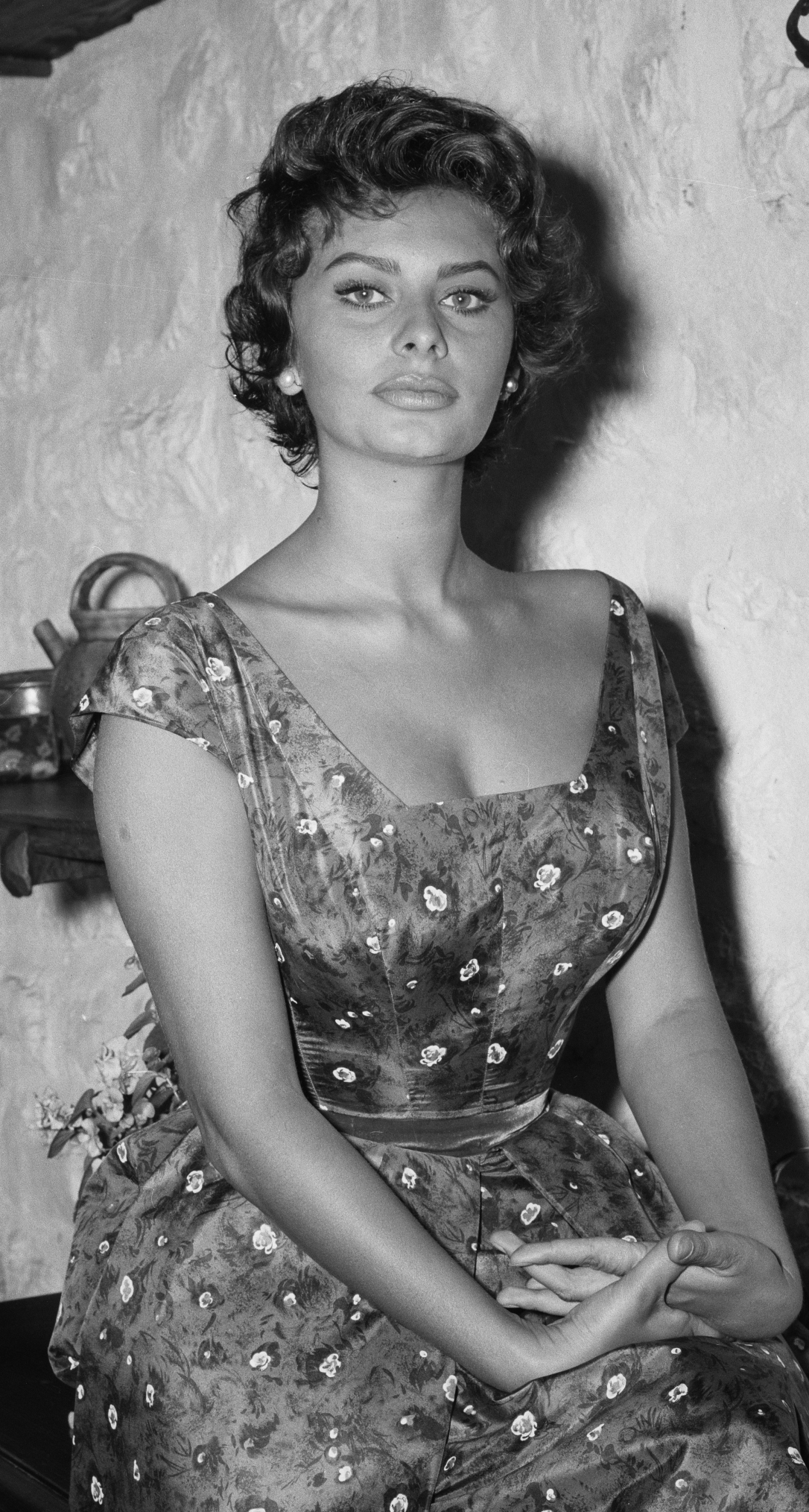
Loren in Bürgenstock, Schweiz (1950er Jahre)

Ihre erste Hauptrolle spielte Loren in Weiße Frau in Afrika (1953). Auf Pontis Initiative hin ging sie 1957 nach Hollywood und stand für Stolz und Leidenschaft, ihren ersten US-Film, neben Cary Grant und Frank Sinatra vor der Kamera. Beim internationalen Publikum wurde sie vor allem durch die Liebeskomödie Hausboot (1958) beliebt, in der sie erneut neben Cary Grant zu sehen war. 1960 hatte sie an der Seite von Clark Gable mit Es begann in Neapel einen großen finanziellen Erfolg. Der Monumentalfilm El Cid, der 1961 in Spanien unter der Regie von Anthony Mann entstand, war für Loren ein weiterer Schritt auf der Karriereleiter. In den USA trat sie in einigen meist komödiantischen Filmen auf, in der Regel an der Seite berühmter Leinwandhelden wie Anthony Quinn, John Wayne, Richard Burton, Anthony Perkins, Charlton Heston, Paul Newman und Gregory Peck. Im Jahr 1966 engagierte Charlie Chaplin Loren neben Marlon Brando für Die Gräfin von Hongkong; es war Chaplins letzter Film und zugleich sein einziger Farbfilm.

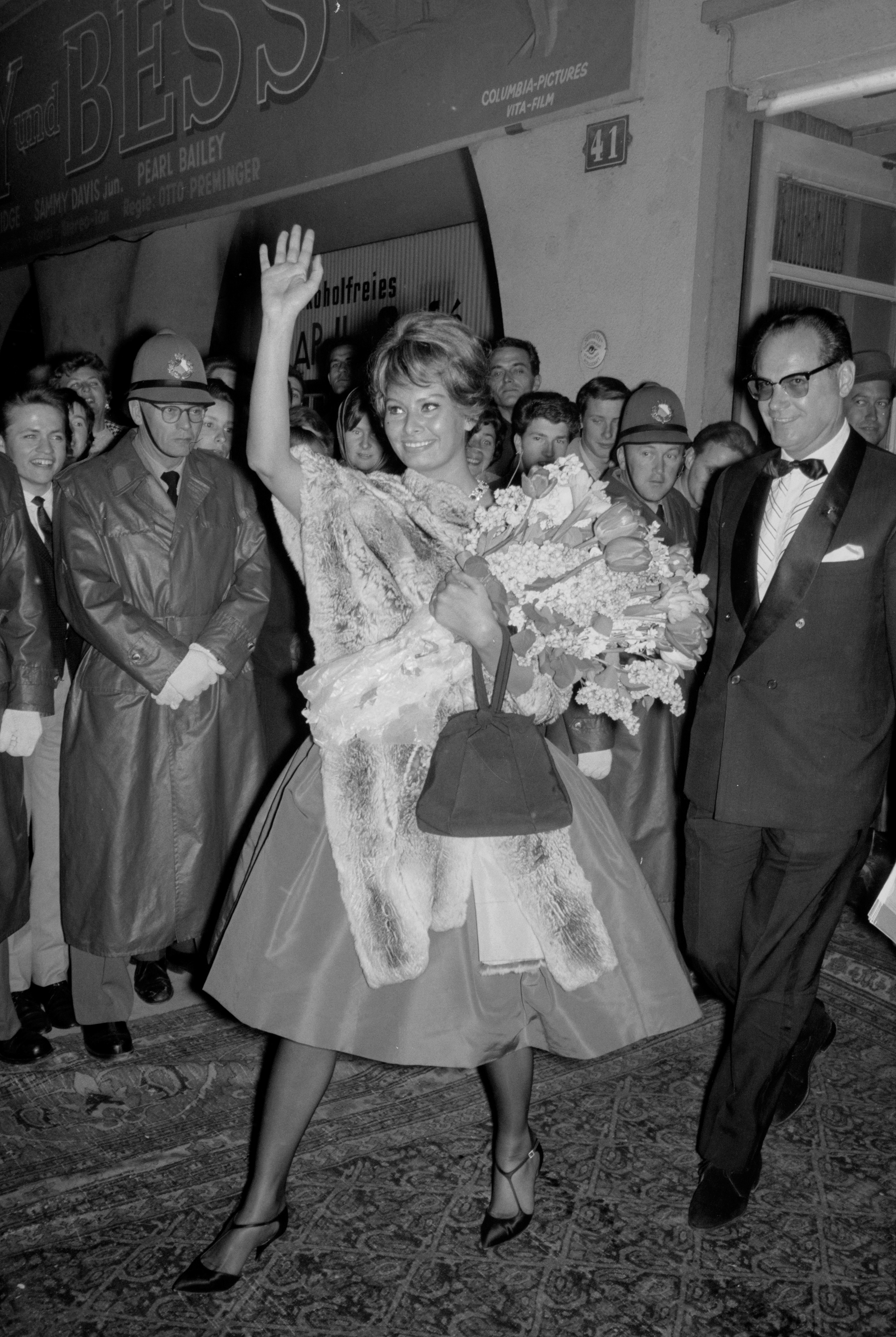
Loren mit Anton Eric Scotoni bei der Premiere von Porgy und Bess in Zürich (1960)

Im Jahr 1960 drehte Loren in Italien unter der Regie von Vittorio De Sica das Melodram Und dennoch leben sie. In De Sicas Kriegsepos brachte sie eigene Jugenderfahrungen auf die Leinwand und vermittelte glaubhaft den Schmerz des Krieges. Seither war sie auch als Charakterdarstellerin anerkannt und erhielt zahlreiche Filmpreise.
In Italien stand Loren einige Zeit in einem Konkurrenzverhältnis zu Gina Lollobrigida; wie diese galt sie als Sexsymbol und „Busenwunder“. Sie selbst allerdings verneint eine Rivalität in ihrer Biografie. Mit dem Schauspieler Marcello Mastroianni bildete Loren in vielen italienischen Produktionen ein „Traumpaar“. Auch mit dem Regisseur Vittorio De Sica arbeitete sie immer wieder zusammen.
Loren zählte bis in die späten 1970er Jahre zu den populärsten international bekannten Schauspielerinnen. Von 1980 an trat sie vor allem in Fernsehfilmen auf, wirkte gelegentlich aber noch in Kinofilmen wie Prêt-à-Porter (1994) und Der dritte Frühling (1995) sowie in italienischen Produktionen etwa von Lina Wertmüller und ihrem Sohn Edoardo Ponti mit. 2009 drehte sie seit 1996 erstmals wieder in Hollywood: Im Musical Nine von Rob Marshall spielte sie neben Nicole Kidman, Penélope Cruz, Daniel Day-Lewis, Judi Dench und Marion Cotillard. 2020 war Loren in dem Filmdrama Du hast das Leben vor dir nach dem gleichnamigen Roman von Emile Ajar in der Hauptrolle unter der Regie ihres Sohnes Edoardo Ponti zu sehen. Es handelte sich um ihren ersten Kinofilm seit 2009; in den Medien wurde er als gelungenes Alterswerk bezeichnet.
Loren hat seit 1950 an über 100 Filmen mitgewirkt. Marion Degler war während rund vier Jahrzehnten Lorens deutsche Synchronsprecherin. Nachdem sich Degler Mitte der 1990er Jahre aus dem Synchrongeschäft zurückgezogen hat, synchronisieren wechselnde Sprecherinnen Loren auf Deutsch.

### Öffentliche Auftritte

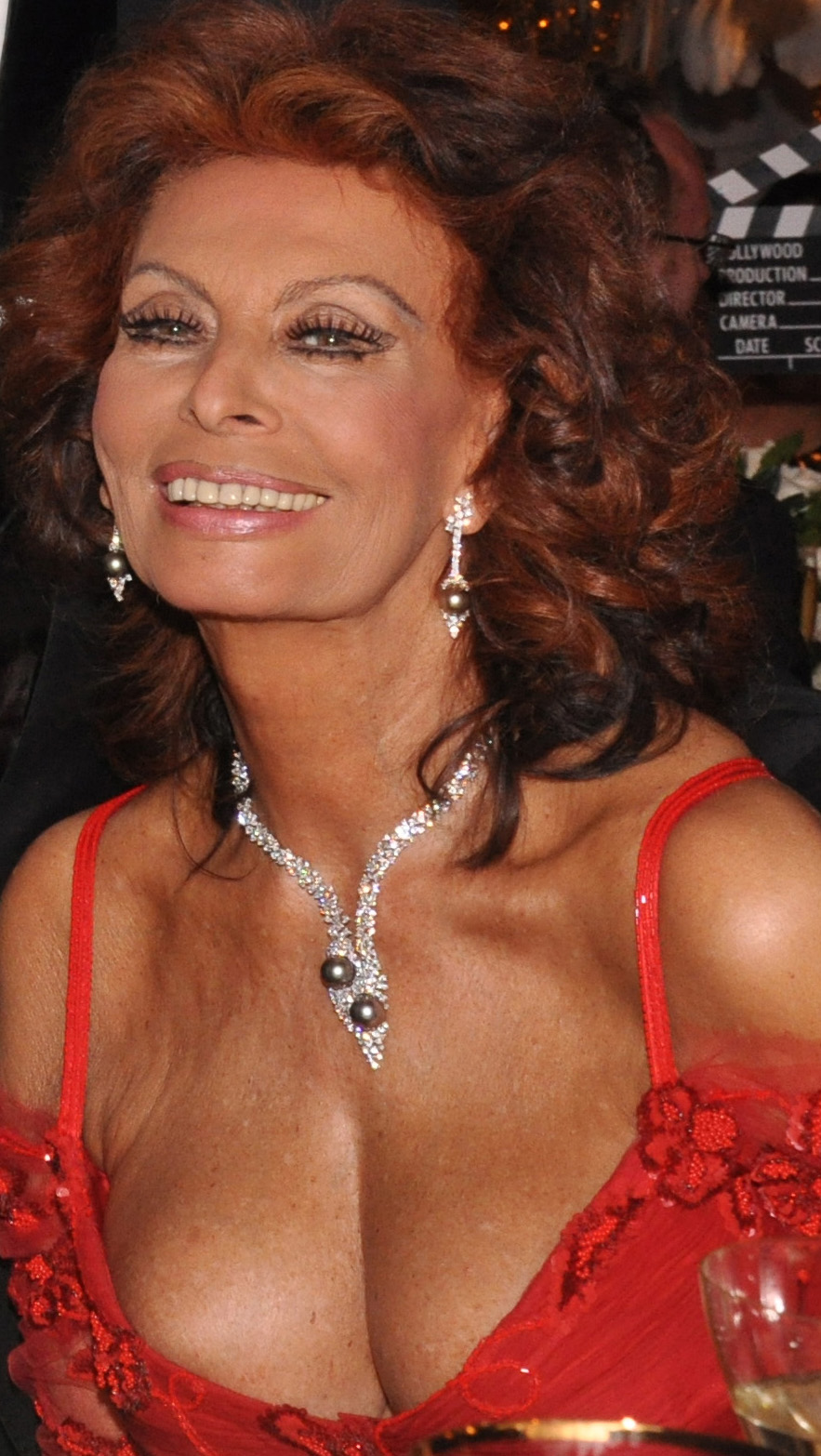
Sophia Loren in London (2009)

Am 11. Februar 2006 trug Loren im Rahmen der Eröffnungsfeier der Olympischen Winterspiele in Turin gemeinsam mit anderen Berühmtheiten die olympische Flagge ins Turiner Olympiastadion.
Für Aufsehen sorgte Loren 2007, als sie im Pirelli-Kalender posierte. Im selben Jahr kündigte die 72-Jährige an, sich bei einem Aufstieg des Fußballclubs SSC Neapel nochmals in freizügiger Pose ablichten zu lassen. Obwohl der Aufstieg des Vereins gelang, löste Loren ihr Versprechen nicht ein. In einer Fernsehsendung bezeichnete sie ihre Ankündigung als Scherz.
2007 starb ihr Ehemann, Carlo Ponti. Loren zog sich einige Monate vom öffentlichen Leben zurück. Im selben Jahr erschien sie zu Preisverleihungen und Ehrungen, als sie in Spanien die „Espiga de Oro“, in Deutschland den „Bambi“ und in Italien den „Marc-Aurel-Preis“ für ihr Lebenswerk erhielt. Am 4. Mai 2011 wurde Loren im Samuel Goldwyn Theater in Los Angeles von der Academy of Motion Picture Arts and Sciences mit einem Preis für ihr Lebenswerk geehrt.
In Los Angeles überreichte Loren 1993 zusammen mit Marcello Mastroianni dem Regisseur Federico Fellini einen Ehrenoscar für sein Lebenswerk. 1999 überreichte sie Roberto Benigni den Oscar für den besten fremdsprachigen Film, 2009 Kate Winslet den Oscar für die beste Hauptdarstellerin und 2010 Michael Haneke den Golden Globe Award für den besten fremdsprachigen Film.

## Privatleben
Zusammen mit ihrem 2007 verstorbenen Ehemann, Carlo Ponti, hat Loren zwei Kinder: Carlo jr. (* 1968) und Edoardo (* 1973). Die Familie lebt bzw. lebte am Genfersee und besitzt zudem eine Ranch in Kalifornien, einen Palazzo in Rom, ein Chalet in der Schweiz und eine Wohnung im Trump World Tower in New York.
Die Ehe Lorens mit Ponti galt trotz der schwierigen rechtlichen Situation der Anfangsjahre als mustergültig. Sie heirateten am 17. September 1957, nachdem sich Ponti in Mexiko von seiner ersten Frau, Giuliana Fiastri, hatte scheiden lassen. Doch sah das italienische Recht keine Ehescheidungen vor, und die Trennung Pontis von Fiastri wurde in Italien nicht anerkannt; Ponti wurde (auch im Osservatore Romano) der Bigamie bezichtigt, und seine Ehe mit Loren wurde 1962 offiziell annulliert. Loren, Ponti und Fiastri wurden daraufhin im Jahr 1966 französische Staatsbürger, um die Scheidung und Wiederverheiratung nach französischem Recht vornehmen zu können. Nach der Scheidung von seiner ersten Frau wurde die Ehe Pontis mit Loren am 9. April 1966 legalisiert.
Im Jahr 1980 geriet Loren in die Schlagzeilen, als sie von einem italienischen Gericht zu 30 Tagen Haft wegen Steuerhinterziehung verurteilt wurde. Die Strafe trat sie im Gefängnis von Caserta im Mai 1982 an. Über 30 Jahre später wurde der Rechtsstreit letztinstanzlich zu Lorens Gunsten entschieden.
Lorens Schwester, Anna Maria Villani Scicolone, war von 1961 bis 1972 mit Romano Mussolini, dem Sohn des Diktators Benito Mussolini, verheiratet. Deren 1962 geborene Tochter ist die Schauspielerin und neofaschistische Politikerin Alessandra Mussolini. Loren förderte die Karriere ihrer Nichte, indem sie ihr Rollen in Filmen verschaffte, in denen sie selbst spielte, so in Die Sünde (1972), Ein besonderer Tag (1977), Ein bisschen blond (1984) und Samstag, Sonntag, Montag (1990). Außerdem setzte sich Loren dafür ein, dass sie für das Männermagazin Playboy posierte.
Loren ist Taufpatin der 1975 geborenen US-Schauspielerin Drew Barrymore und die Schwiegermutter von Sasha Alexander, die 2007 Lorens Sohn, den Regisseur Edoardo Ponti, heiratete.

## Filmografie (Auswahl)
- 1949: Cuori sul mare
- 1950: Il voto
- 1951: Quo vadis? (Quo vadis)
- 1951: Anna
- 1953: Weiße Frau in Afrika (Africa sotto i mari)
- 1953: Aida
- 1954: Karussell Neapel (Carosello napoletano)
- 1954: Die verkaufte Unschuld (Miseria e nobiltà)
- 1954: Das Gold von Neapel (L’oro di Napoli)
- 1954: Zwei Nächte mit Cleopatra (Due notti con Cleopatra)
- 1954: Schade, daß du eine Kanaille bist (Peccato che sia una canaglia)
- 1954: Die Frau vom Fluss (La Donna del fiume)
- 1955: Attila, die Geißel Gottes (Attila)
- 1955: Eine Frau für schwache Stunden (La bella mugnaia)
- 1955: Liebe, Brot und 1000 Küsse (Pane, amore e …)
- 1956: Wie herrlich, eine Frau zu sein (La fortuna di essere donna)
- 1957: Der Knabe auf dem Delphin (Boy on a Dolphin)
- 1957: Stolz und Leidenschaft (The Pride and the Passion)
- 1957: Die Stadt der Verlorenen (Legend of the Lost)
- 1958: Begierde unter Ulmen (Desire Under The Elms)
- 1958: Hausboot (Houseboat)
- 1958: Der Schlüssel (The Key)
- 1958: Die schwarze Orchidee (The Black Orchid)
- 1960: Es begann in Neapel (It Started in Naples)
- 1960: Und dennoch leben sie (La ciociara)
- 1960: Die Dame und der Killer (Heller in Pink Tights)
- 1960: Prinzessin Olympia (Olimpia)
- 1960: Die Millionärin (The Millionairess)
- 1961: El Cid
- 1961: Ungezähmte Catherine (Madame Sans Gêne)
- 1961: Boccaccio 70
- 1962: Die dritte Dimension (Le couteau dans la plaie)
- 1962: Die Eingeschlossenen (I sequestrati di Altona)
- 1963: Gestern, heute und morgen (Ieri, oggi, domani)
- 1963: Der Untergang des Römischen Reiches (The Fall of the Roman Empire)
- 1964: Hochzeit auf italienisch (Matrimonio all’italiana)
- 1964: Geheimaktion Crossbow (Operation Crossbow)
- 1965: Lady L
- 1966: Judith
- 1966: Arabeske (Arabesque)
- 1966: Die Gräfin von Hongkong (A Countess from Hong Kong)
- 1967: Schöne Isabella (C’era una volta …)
- 1970: Sonnenblumen (I girasoli)
- 1970: Die Frau des Priesters (La moglie del prete)
- 1971: Mortadella (La mortadella)
- 1972: Der Mann von La Mancha (Man of La Mancha)
- 1973: Die Reise nach Palermo (Il viaggio)
- 1974: Flüchtige Begegnung (Brief Encounter) (TV-Film)
- 1974: Das Urteil (Verdict)
- 1975: Die Puppe des Gangsters (La pupa del gangster)
- 1976: Treffpunkt Todesbrücke (Cassandra Crossing)
- 1977: Angela
- 1977: Ein besonderer Tag (Una giornata particolare)
- 1978: Verstecktes Ziel (Brass Target)
- 1978: Blutfehde (Fatto di sangue fra due uomini per causa di una vedova, si sospettano moventi politici)
- 1979: Firepower
- 1984: Ein bißchen blond (Qualcosa di biondo) (TV-Film)
- 1986: Mit dem Mut der Verzweiflung (Courage) (TV-Film)
- 1988: Mamma Lucia (The Fortunate Pilgrim) (TV-Dreiteiler)
- 1989: Cesira – Eine Frau besiegt den Krieg (La ciociara) (TV-Film)
- 1990: Samstag, Sonntag und Montag (Sabato, domenica e lunedì)
- 1994: Prêt-à-porter
- 1995: Der dritte Frühling – Freunde, Feinde, Fisch & Frauen (Grumpier Old Men)
- 2001: Francesca e Nunziata (TV-Film)
- 2002: Zwischen Fremden (Between Strangers)
- 2004: Peperoni ripieni e pesci in faccia
- 2004: Lives of the Saints (TV-Film)
- 2009: Nine
- 2010: La mia casa è piena di specchi (TV-Film)
- 2014: Voce umana (Kurzfilm)
- 2020: Du hast das Leben vor dir (La vita davanti a sé)

## Auszeichnungen und Ehrungen (Auswahl)
Oscar

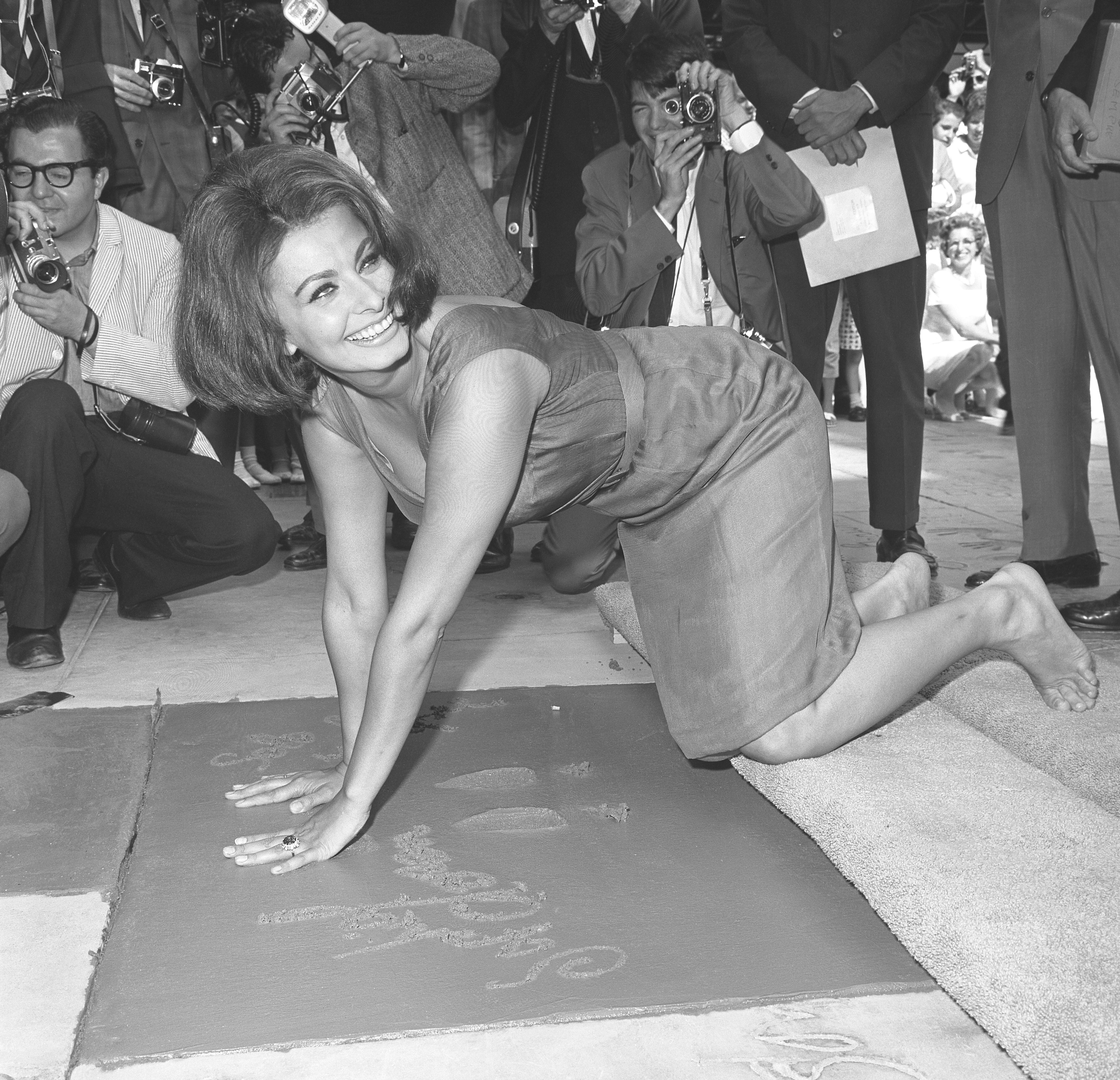
Sophia Loren beim Verewigen ihrer Handabdrücke vor Grauman’s Chinese Theatre in Los Angeles (1962)

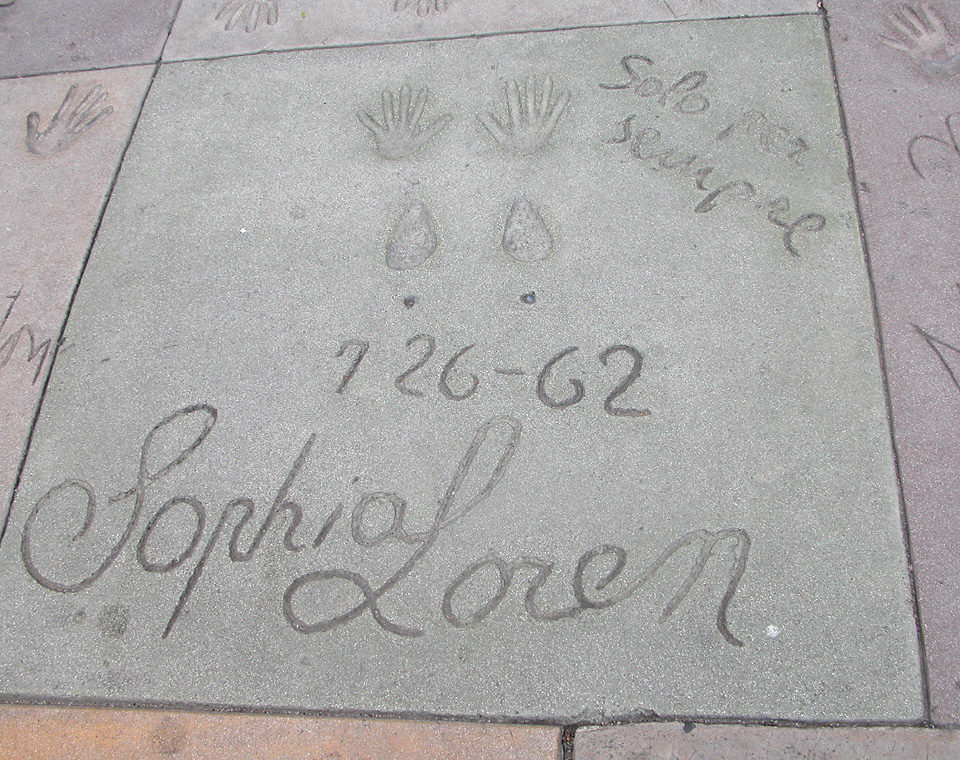
Lorens Hand- und Schuhabdrücke vor Grauman’s Chinese Theatre

- 1962: Beste Hauptdarstellerin für Und dennoch leben sie
- 1965: Nominierung in der Kategorie Beste Hauptdarstellerin für Hochzeit auf italienisch
- 1991: Ehrenoscar für ihr Lebenswerk
- 2011: Ehrengala für ihr Lebenswerk von der Academy of Motion Pictures and Sciences in Los Angeles
- 2021: Visionary Award des Academy Museum

Golden Globe Award
- 1961: Nominierung in der Kategorie Beste Hauptdarstellerin – Komödie oder Musical für Es begann in Neapel
- 1964: Henrietta Award als beliebteste Darstellerin des Jahres
- 1965: Henrietta Award und Nominierung in der Kategorie Beste Hauptdarstellerin – Komödie oder Musical für Hochzeit auf italienisch
- 1969: Henrietta Award
- 1977: Henrietta Award
- 1995: Nominierung in der Kategorie Beste Nebendarstellerin für Prêt-à-porter und Cecil B. deMille Award

Bambi
- 1960: Beste Schauspielerin – International für Hausboot
- 1961: Beste Schauspielerin – International für Und dennoch leben sie
- 1962: Beste Schauspielerin – International für El Cid
- 1963: Beste Schauspielerin – International für Die Eingeschlossenen von Altona
- 1964: Beste Schauspielerin – International für Gestern, heute und morgen
- 1967: Beste Schauspielerin – International für Arabeske
- 1968: Beste Schauspielerin – International für Die Gräfin von Hongkong
- 1969: Beste Schauspielerin – International für Schöne Isabella
- 2007: Ehrenpreis für ihr Lebenswerk

David di Donatello
- 1961: Beste Darstellerin für Und dennoch leben sie
- 1964: Beste Darstellerin für Gestern, heute und morgen
- 1965: Beste Darstellerin für Hochzeit auf italienisch
- 1970: Beste Darstellerin für Sonnenblumen
- 1974: Beste Darstellerin für Die Reise nach Palermo
- 1978: Beste Darstellerin für Ein besonderer Tag
- 1984: Spezialpreis für die Darsteller mit den meisten David di Donatellos
- 1999: Ehrenpreis für ihr Lebenswerk
- 2014: Spezialpreis für Voce umana
- 2021: Beste Darstellerin für Du hast das Leben vor dir

Nastro d’Argento
- 1961: Beste Darstellerin für Und dennoch leben sie
- 1978: Beste Darstellerin für Ein besonderer Tag
- 1995: Ehrenpreis
- 2001: Preis für Du hast das Leben vor dir

Internationale Filmfestspiele von Venedig
- 1958: Coppa Volpi als beste Darstellerin für Die Schwarze Orchidee
- 1998: Goldener Löwe für ihr Lebenswerk

Internationale Filmfestspiele von Cannes
- 1961: Beste Darstellerin für Und dennoch leben sie

Internationale Filmfestspiele Berlin
- 1994: Goldener Ehrenbär für ihr Lebenswerk

Internationales Filmfestival Moskau
- 1965: Beste Darstellerin für Hochzeit auf italienisch
- 1997: Goldener St.-Georg-Preis

Internationales Filmfestival von San Sebastian
- 1974: Beste Darstellerin für Die Reise nach Palermo

British Academy Film Award
- 1962: Beste ausländische Darstellerin für Und dennoch leben sie

César

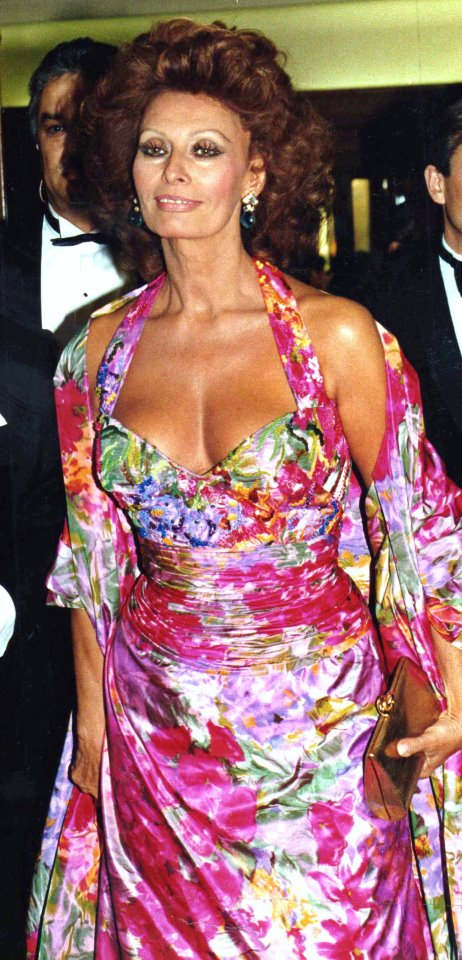
Sophia Loren bei der César-Verleihung 1991

- 1991: Ehrenpreis für ihr Lebenswerk

New York Film Critics Circle Award
- 1961: Beste Darstellerin für Und dennoch leben sie

National Board of Review Award
- 1994: Bestes Ensemble für Prêt-à-porter

Goldene Kamera
- 1995: Goldene Kamera für ihr Lebenswerk

Chicago International Film Festival
- 1990: Preis für ihr Lebenswerk

Montreal World Film Festival
- 2001: Großer Spezialpreis für ihr Lebenswerk

Molodist Festival
- 2003: Festivaldiplom für ihr Lebenswerk

Internationales Filmfestival in Istanbul
- 2005: Preis für ihr Lebenswerk

Filmfestival in Rom
- 2007: Darstellerpreis für ihr Lebenswerk

Filmfestival in Valladolid
- 2007: Espiga de Oro für ihr Lebenswerk

Ehrenbürgerschaft

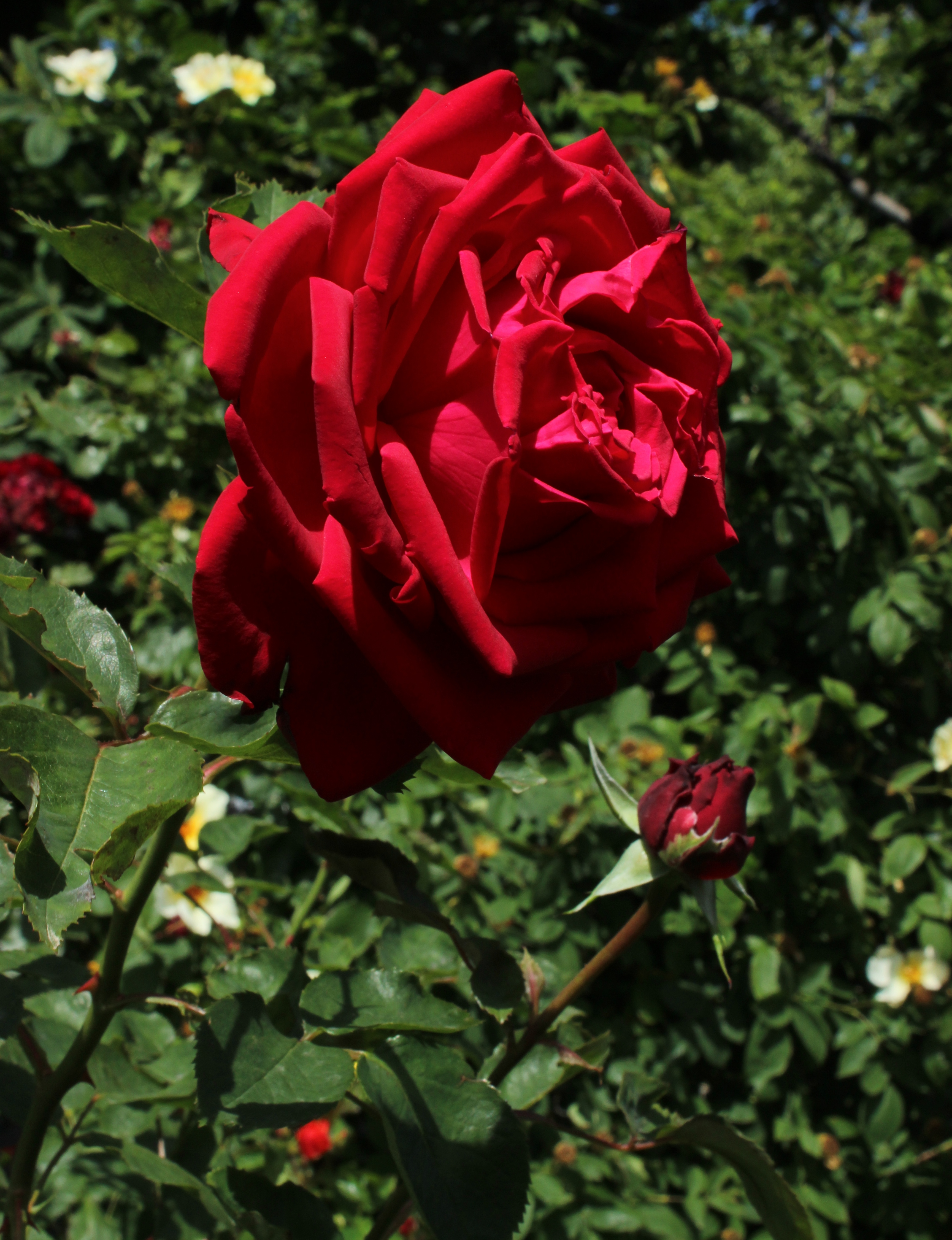
Teehybride „Sophia Loren“, Tantau 1967

- 2005: Ehrenbürgerin von Pozzuoli, Kampanien
- 2009: Ehrenbürgerin von Sorrent
- 2016: Ehrenbürgerin von Neapel[11]
- 2021: Ehrenbürgerin von Florenz

Weitere
- 1963 und 1976: Bravo Otto in der Kategorie Beste Schauspielerin
- 1967: Mathias Tantau benannte eine rote Teehybrid-Rose nach ihr.
- 1991: Ehrenlegion für ihr Lebenswerk
- 1994: Stern auf dem Hollywood Walk of Fame (7050 Hollywood Blvd.)
- 1996: Verdienstorden der Italienischen Republik („Cavaliere di Gran Croce“)
- 2001: Ehren-Telegatto für ihr Lebenswerk
- 2019: Europäischer Kulturpreis Taurus für ihr Lebenswerk

## Filmdokumentationen
- What Would Sophia Loren Do? Dokumentarfilm von Ross Kauffman, USA 2021, 32 Minuten.
- Sophia Loren – Porträt einer Diva. Dokumentarfilm von Julia Bracher, Frankreich 2018, 51 Minuten.

## Musik
- Die deutsche Italo-Schlager-Band Roy Bianco & Die Abbrunzati Boys widmete Sophia Loren eine gleichnamige Single, die 2024 auf ihrem Album Kult erschien.[13]